# Sanktuarium Matki Bożej w Lourdes

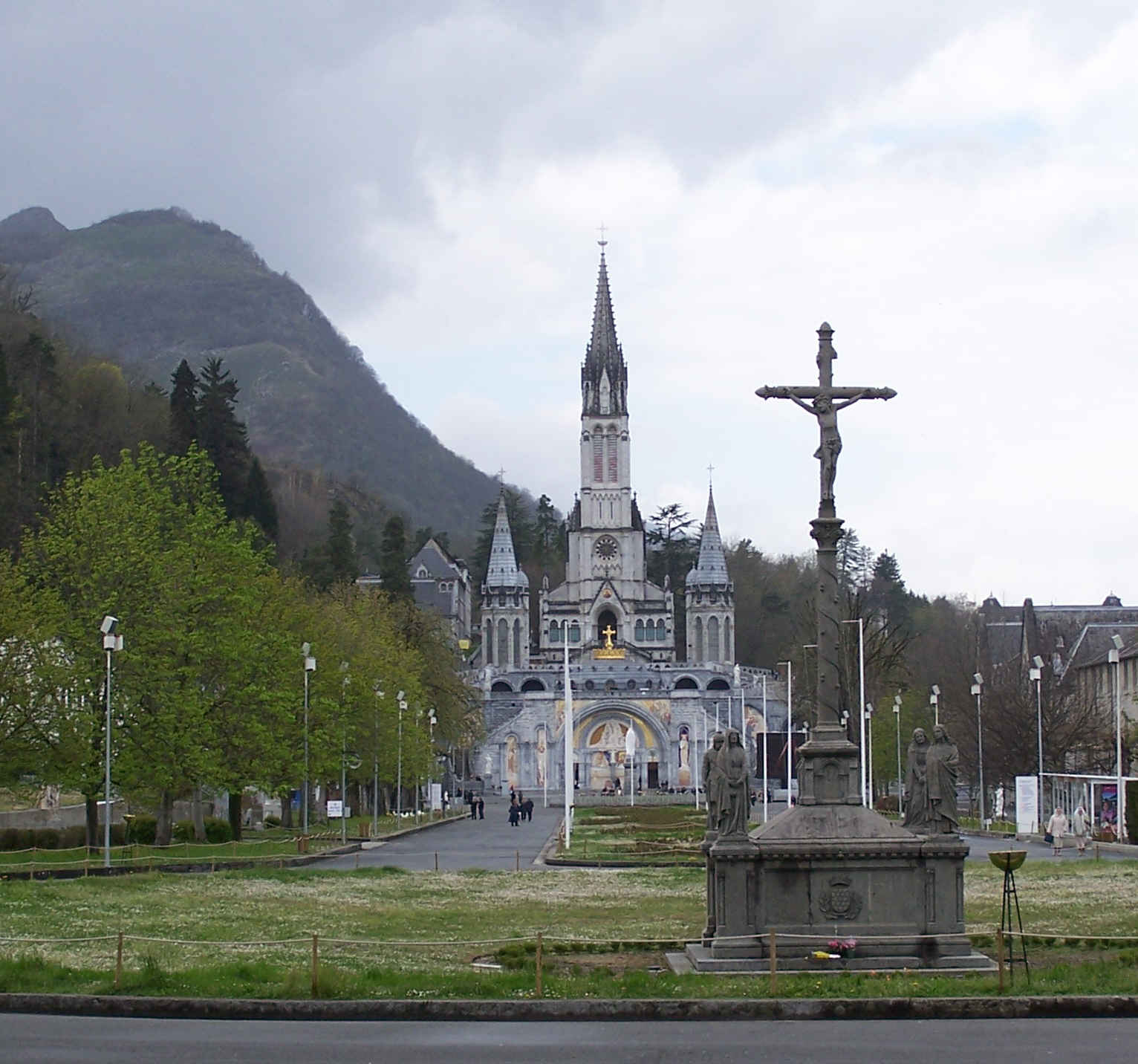
Sanktuarium Matki Bożej w Lourdes

Sanktuarium Matki Bożej w Lourdes – ośrodek pielgrzymkowy poświęcony Matce Bożej z Lourdes, znajdujący się w mieście Lourdes w południowo-zachodniej Francji u podnóża Pirenejów. Teren ośrodka, zwany potocznie Domeną, należy do Kościoła katolickiego, liczy 51 ha i obejmuje 22 obiekty kultu.
Sanktuarium Matki Bożej w Lourdes jest światowym centrum pielgrzymek. Co roku odwiedza je 6 milionów pielgrzymów, w tym 100 000 wolontariuszy i 80 000 chorych.

## Historia objawień
Począwszy od 11 lutego do 16 lipca 1858 14-letnia wiejska dziewczyna Bernadette Soubirous doświadczyła osiemnastu objawień Pięknej Pani. Jej postać ubrana była w białą suknię i tego samego koloru płaszcz okrywający głowę, przepasana w pasie niebieską szarfą, na stopach znajdowały się żółte róże i w tym samym co róże kolorze był jej różaniec zawieszony na ręce, a składający się z sześciu dziesiątek. Wydarzenia te miały miejsce w grocie, niedaleko Lourdes. Dnia 25 marca 1858 roku, podczas 16 objawienia, w Święto Zwiastowania, 'postać' powiedziała: Ja jestem Niepokalane Poczęcie...

## Historia sanktuarium
W 1861 miejscowy ksiądz Dominique Peyramale razem ze swym biskupem, Bertrandem-Sévère’em Mascarou Laurence’em kupił od gminy grotę wraz z przyległym terenem, żeby przystosować ją do odwiedzin przybywających pielgrzymów. Wkrótce też rozpoczęto budowę pierwszego z kościołów, istniejącego obecnie jako krypta.
Zgodnie z francuską polityką rozdziału kościoła od państwa należące do Domeny grunt i nieruchomości zostały w 1910 skonfiskowane Kościołowi i stały się własnością miasta. Późniejszy biskup François-Xavier Schoepfer oprotestował konfiskatę i uzyskał zgodę miasta na jej wydzierżawienie do 1914. W 1941 szef rządu w Vichy, marszałek Philippe Pétain oficjalnie uznał Domenę.
Rosnące pierwotnie w otoczeniu groty dzikie róże zostały szybko zniszczone przez pielgrzymów poszukujących relikwii. W okresie późniejszym odtworzono je na nowo.

## Sanktuarium dzisiaj

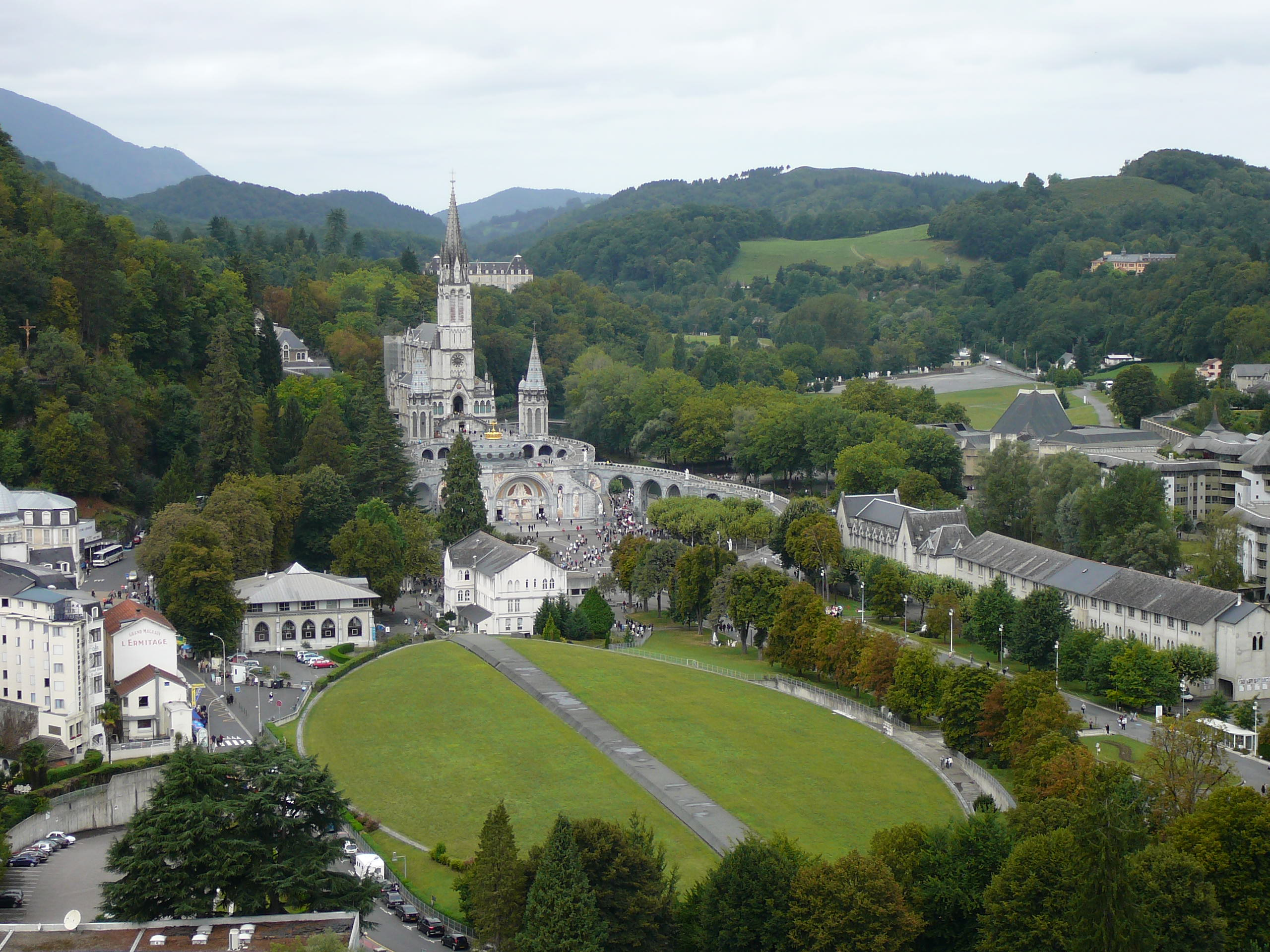
Sanktuarium widziane z lotu ptaka

Opiekę duszpasterską nad Domeną sprawuje biskup Tarbes i Lourdes. Mianuje on lokalnego przedstawiciela zwanego rektorem. Domena funkcjonuje niezależnie od parafii w Lourdes, która zajmuje się zaspokajaniem potrzeb duchowych samych mieszkańców Lourdes.
Na terenie Domeny pracuje 30 kapłanów z diecezji i wspólnot religijnych z całego świata. Ponadto w 63 różnych wydziałach zatrudnionych jest 292 prawników i 120 urzędników sezonowych. Roczny budżet Domeny wynosi 18 mln euro, z czego 90% to donacje.
Domena jest otwarta przez cały rok. W okresie zimowym, liczonym od 1 listopada (od święta Wszystkich Świętych) do Wielkanocy, kiedy liczba odwiedzających sanktuarium jest mniejsza, zmniejszona jest również liczba odprawianych mszy, nie odbywają się też procesje. Wyjątkiem jest tylko 11 lutego, kiedy przypada Święto Matki Bożej z Lourdes. Wówczas uroczystości przebiegają według programu letniego.
Program letni (od Wielkanocy do święta Wszystkich Świętych) obejmuje różne rodzaje działalności religijnej jak: msze, procesje, adoracje Najświętszego Sakramentu, sakrament pokuty i pojednania. Podczas uroczystości używa się różnych języków.
Brama główna sanktuarium otwarta jest od 5:30 do północy natomiast ścieżka prowadząca do Groty Objawień jest dostępna całodobowo.
Badania przeprowadzone w 1978 wykazały, że pielgrzymi przybywający do Lourdes pochodzą ze 111 krajów a 69% spośród nich to kobiety. Szacuje się, że od otwarcia sanktuarium w 1860 odwiedziło go ok. 200 milionów osób.
Do wyrobu spalanych rocznie świec zużywa się ok. 800 ton wosku.
Domena wydaje miesięcznik Lourdes Magazine, zawierający wiadomości i artykuły nt. działalności prowadzonej na jej terenie.

## Budowle sakralne na terenie sanktuarium

### Krypta
Krypta była pierwszym z kościołów, jakie zostały zbudowane na terenie Domeny i należy dziś do najmniejszych spośród nich. Jej budowę rozpoczęli w 1861 ksiądz Dominique Peyramale i biskup Bertrand-Sévère Mascarou Laurence. Przy budowie pracował też ojciec Bernadetty Soubirous; był on również obecny przy oficjalnym otwarciu świątyni w niedzielę Zesłania Ducha Świętego 1866.
Nawa krypty jest niewielka. Uwagę zwracają masywne filary podtrzymujące konstrukcję bazyliki Niepokalanego Poczęcia Najświętszej Marii Panny, która została zbudowana nad kryptą.
Do krypty prowadzi korytarz. Przy wejściu ustawiono dużą, brązową statuę św. Piotra, trzymającego klucze do Królestwa Niebieskiego. Naprzeciwko niego stoi posąg papieża Piusa X. Ściany korytarza zostały wyłożone niewielkimi, marmurowymi płytami kommemoracyjnymi, ofiarowanymi w podzięce za doznane łaski.

### Bazylika Niepokalanego Poczęcia Najświętszej Maryi Panny

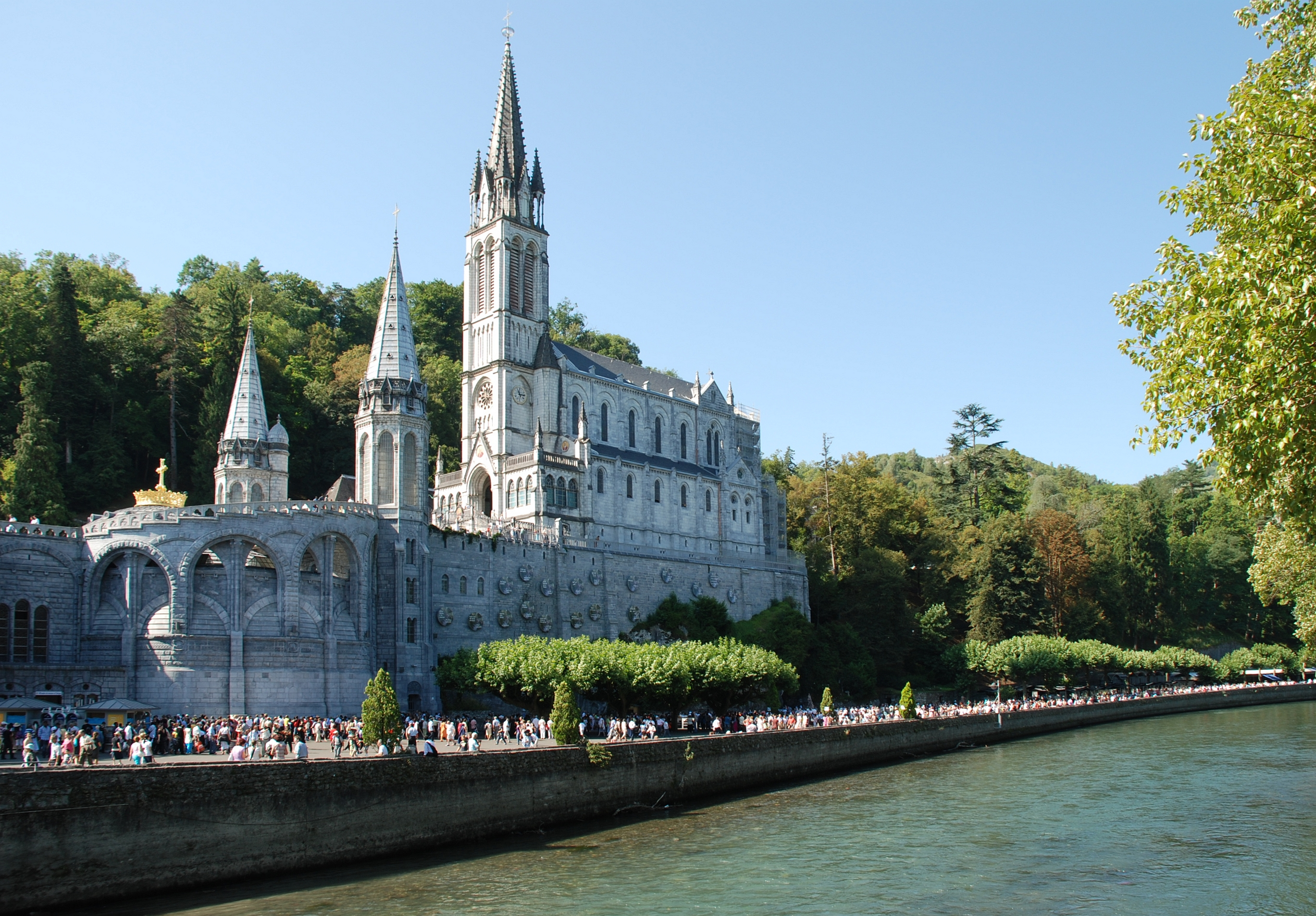
Bazylika Niepokalanego Poczęcia Najświętszej Marii Panny

Bazylika Niepokalanego Poczęcia Najświętszej Marii Panny, zwana potocznie bazyliką górną, była historycznie drugim kościołem zbudowanym na terenie Domeny. Została wzniesiona w latach 1866–1872. Jej konsekracja miała miejsce w 1876. Robiąca wrażenie, wyniosła budowla w stylu neogotyckim została zaprojektowana przez Hyppolyte’a Duranda. Wydaje się wyrastać bezpośrednio ze skały Massabielle (w której znajduje się Grota Objawień). Ściany świątyni są wyłożone wotywnymi płytami kommemoracyjnymi, będącymi pozostałością po narodowych pielgrzymkach z lat poprzednich. W witrażowych oknach ukazane są wydarzenia z historii Lourdes; w oknach clerestorium przedstawiona jest Maryja jako druga Ewa.
Na zewnątrz bryła świątyni zdominowana jest przez wysoką na 70 m wieżę, flankowaną dwiema mniejszymi wieżyczkami (ukończonymi ok. 1908). Ponad wejściem umieszczono mozaikę przedstawiającą papieża Piusa IX, który 8 grudnia 1854 bullą Ineffabilis Deus ogłosił Dogmat o Niepokalanym Poczęciu Najświętszej Maryi Panny.

### Bazylika Różańcowa

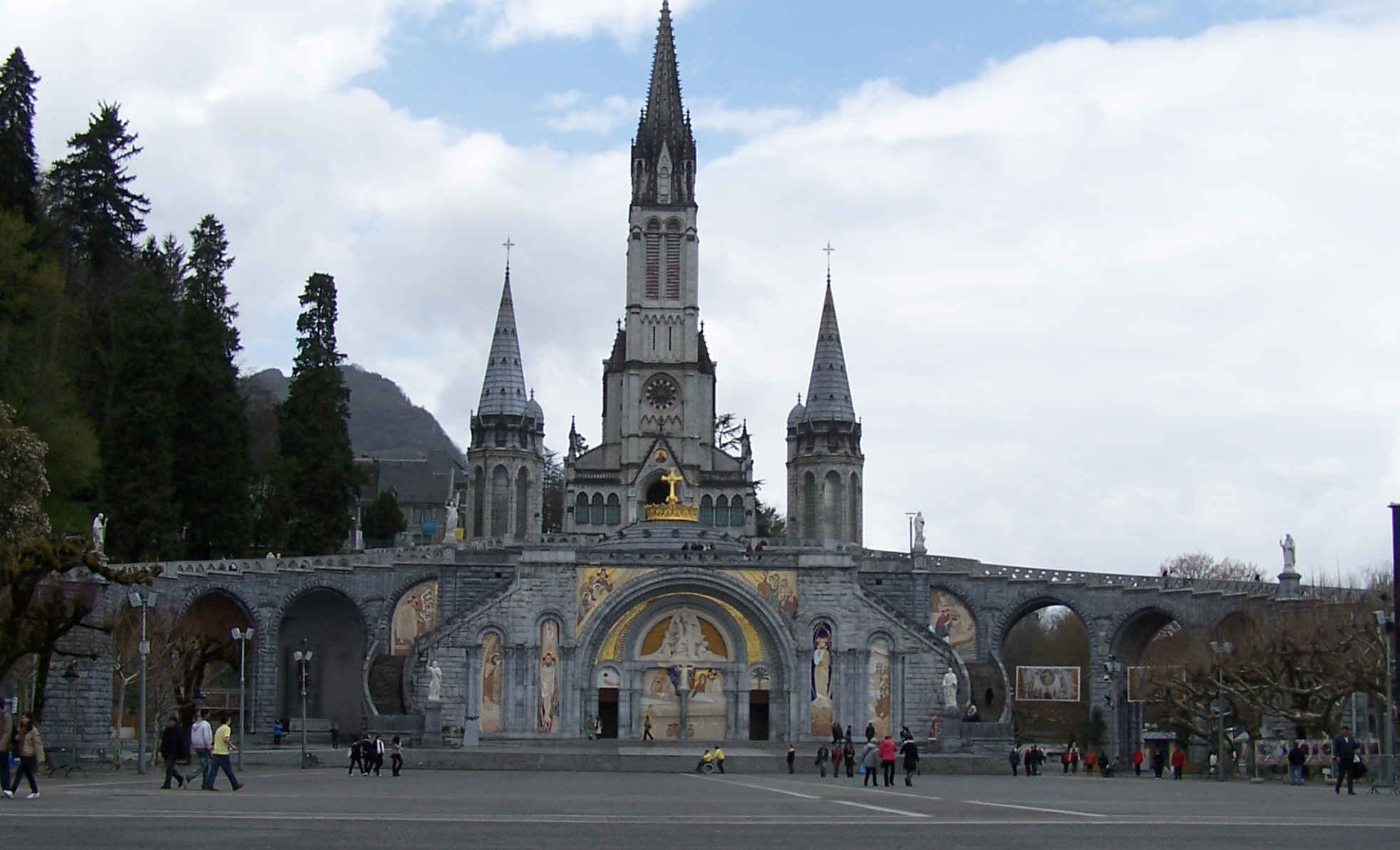
Bazylika Różańcowa (niska budowla na pierwszym planie; powyżej – Bazylika Niepokalanego Poczęcia NMP)

Bazylika Różańcowa to trzeci kościół zbudowany na terenie sanktuarium. Został on zaprojektowany przez architekta Leopolda Hardy i zbudowany w latach 1883–1899. W 1901 miała miejsce konsekracja kościoła. Może on pomieścić 1500 wiernych. Jego nazwa nawiązuje do objawień Bernadetty Soubirous, która widziała Matkę Bożą z różańcem w ręku.
Styl bazyliki wykazuje wpływy architektury bizantyjskiej. Nawa jest otwarta i okrągła, przykryta kopułą. Zewnętrzną część kopuły wieńczy pozłacana korona i krzyż, będące darem narodu irlandzkiego z 1924.
Fasada bazyliki, zmodernizowana w 2007, przedstawia tajemnice światła, dodane w 2002 do tradycyjnych 15 tajemnic różańcowych przez papieża Jana Pawła II.

#### Plac Różańcowy

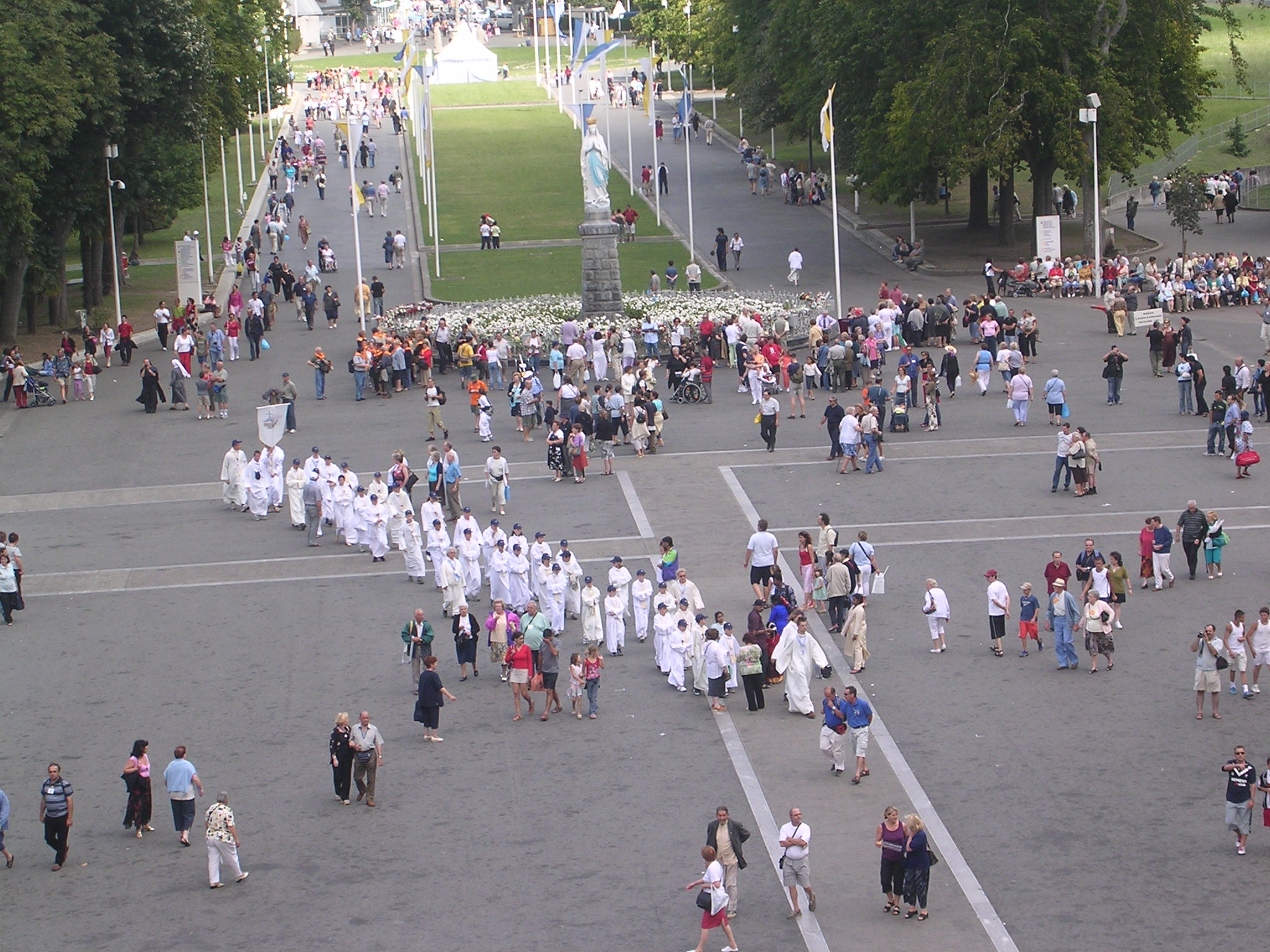
Plac Różańcowy widziany z góry

Otwarta przestrzeń przed bazyliką Różańcową nosi nazwę placu Różańcowego.
Wejścia do krypty i górnej bazyliki, które zostały wzniesione na szczycie skały Massabielle, znajdują się wysoko ponad poziomem gruntu. Żeby ułatwić odwiedzającym dostęp, skonstruowano dwa ogromne podjazdy, prowadzące z obu stron na plac Różańcowy. Ma on 130 m długości i 85 m szerokości i może pomieścić 40 tysięcy ludzi.
Widok przedstawiający wejście do bazyliki Różańcowej, flankowane dwoma podjazdami, z wieżami Bazyliki Niepokalanego Poczęcia stał się symbolem Lourdes, a w formie stylizowanej – również logo Domeny.
Naprzeciwko bazyliki Różańcowej stoi figura Ukoronowanej Dziewicy Maryi (fr. La Vierge Couronnée) i jest twarzą zwrócona ku wejściu. Posadowiona na granitowym cokole, wysoka na 2,5 m, odlana z brązu i pomalowana na biało i niebiesko figura stanowi dobrze znany punkt orientacyjny i miejsce spotkań. Jej różaniec został wykonany w stylu różańca św. Brygidy składającego się z sześciu dziesiątek, i którego pierwszą z rozważanych tajemnic jest Niepokalane Poczęcie Najświętszej Maryi Panny.
Poza figurą rozpoczyna się esplanada, obszerny, otwarty trakt spacerowy, wykorzystywany podczas procesji.

### Bazylika św. Piusa X

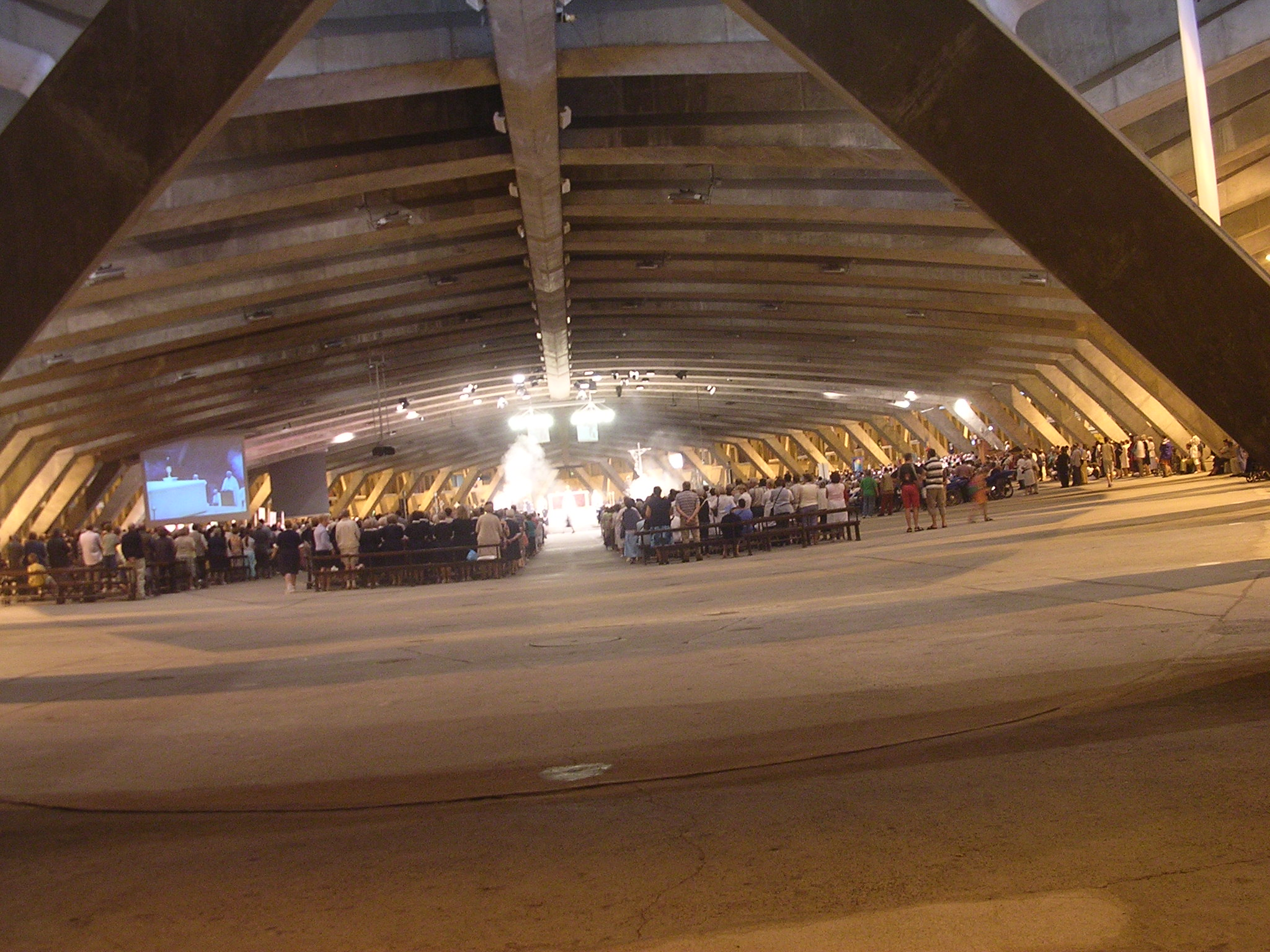
Wnętrze bazyliki św. Piusa X

Bazylika św. Piusa X zwana też bazyliką podziemną jest największym z kościołów na terenie Domeny: ma 12,000 m ² powierzchni, 191 m długości i 61 m szerokości i może pomieścić 25000 wiernych.
Bazylika została zaprojektowana przez architekta Pierre Vago i ukończona w 1958 w oczekiwaniu na ogromne tłumy mające przybyć do Lourdes w setną rocznicę objawień. Nowoczesna, wykonana z betonu budowla w kształcie odwróconej łodzi, znajduje się niemal całkowicie pod ziemią (część jej wchodzi pod ulicę Boulevard Père Rémi Sempé).
Bazylika podziemna stylistycznie bardzo różni się od dwóch poprzednich kościołów – jej odkryta, betonowa konstrukcja jest surowa i mroczna. Rozświetlają ją tylko serie obrazów ze szkła.

### Kościół św. Bernadetty
Kościół św. Bernadetty jest najmłodszym z ośrodków kultu na terenie Domeny. Został zaprojektowany przez architekta Jean-Paula Felixa i konsekrowany w 1988. Zbudowano go naprzeciwko Groty Objawień, w miejscu, gdzie stała Bernadetta Soubirous podczas ostatniego, osiemnastego objawienia.
Kościół św. Bernadetty to nowoczesna budowla, stosunkowo skromnie ozdobiona, zbudowana z jasnych materiałów w sposób umożliwiający przenikniecie jak największej ilości naturalnego światła do wewnątrz.
Kościół ma 5000 miejsc siedzących, w tym 300 miejsc dla chorych na wózkach inwalidzkich lub noszach. Na prawo od kościoła znajduje się sala zwana „Hemicycle”, w której co roku na jesieni odbywa się konferencja episkopatu Francji.

### Kaplica Pojednania
Do 1997 Kaplica Pojednania znajdowała się u podnóża drogi krzyżowej w Lourdes. W 1998 została ona umieszczona w zachodniej części byłego budynku Accueil Notre-Dame. Na przełomie 1999/2000 kaplicę odnowiono.
W kaplicy pojednania jest sprawowany, zgodnie z jej nazwą sakrament pokuty i pojednania (w językach: francuskim, włoskim, hiszpańskim, angielskim, niemieckim, holenderskim i polskim). Umieszczono w niej w tym celu 48 konfesjonałów, w których wierni mogą się wyspowiadać.

### Kaplica św. Józefa
Kaplicę św. Józefa zaprojektował architekt Pierre Vago. Jej konsekracja miała miejsce 1 maja 1968. Jest to nowoczesna, częściowo schowana pod ziemia budowla znajdująca się w pobliżu Bramy św. Michała. Oświetlenie wnętrza kaplicy zapewnia świetlik umieszczony w suficie. Kaplica ma 450 miejsc i 80 miejsc dla chorych poruszających się na wózkach inwalidzkich

## Grota Massabielle

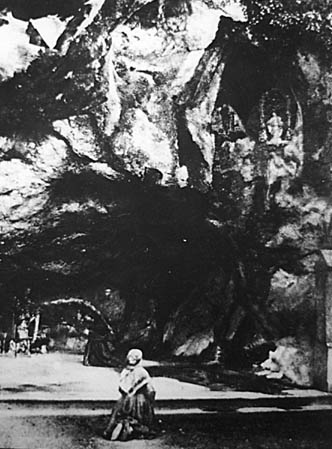
Bernadetta Soubirous w grocie Massabielle (zdjęcie z 1863)

Grota Massabielle (w miejscowym narzeczu: stara skała) w przeciwieństwie do obszernego placu Różańcowego i różnych w formie bazylik grota Massabielle, gdzie Bernadetta Soubirous doznawała objawień, jest bardzo prosta i surowa. Skała, w której mieści się grota ma wysokość 27 m; sama grota ma 3.80 m wysokości, 9.50 m długości i 9.85 m szerokości. Niektóre z kamiennych ścian wokół groty noszą oznaki celowych przeróbek, przypuszczalnie w celu ułatwienia pielgrzymom dostępu do groty; której pierwotny kształt uległ z tego powodu zatarciu.
Wnętrze groty nie jest ozdobione, chociaż umieszczono w niej prosty, kamienny ołtarz i pulpit, żeby można tu było odprawiać msze. Ponad główną wnęką jest nisza, gdzie miały miejsce objawienia i na którym od 4 kwietnia 1864 umieszczona jest figura Matki Bożej z Lourdes, dłuta rzeźbiarza polskiego pochodzenia Josepha Fabischa. Artyście podczas pracy trudno było ustalić wygląd Pięknej Pani. Żadna z pokazywanych Bernadetcie reprodukcji obrazów nie odpowiadała temu, co dane jej było zobaczyć. Nie widząc innego sposobu, artysta poprosił dziewczynkę, żeby spróbowała uśmiechnąć się i popatrzeć w podobny sposób. Gotową figurę poświęcił biskup Bertrand Laurence. Fundatorkami figury były siostry Lacour z Lyonu. Ma ona 1,88 m wysokości, ubrana jest w białe szaty, w prawej ręce trzyma różaniec, a u jej stóp leżą dwie żółte róże; w takiej formie objawiła się Bernadetcie Soubirous. Na piedestale wyryty jest napis: Que soy era Immaculada Concepciou (pol. „Jestem Niepokalane Poczęcie”).

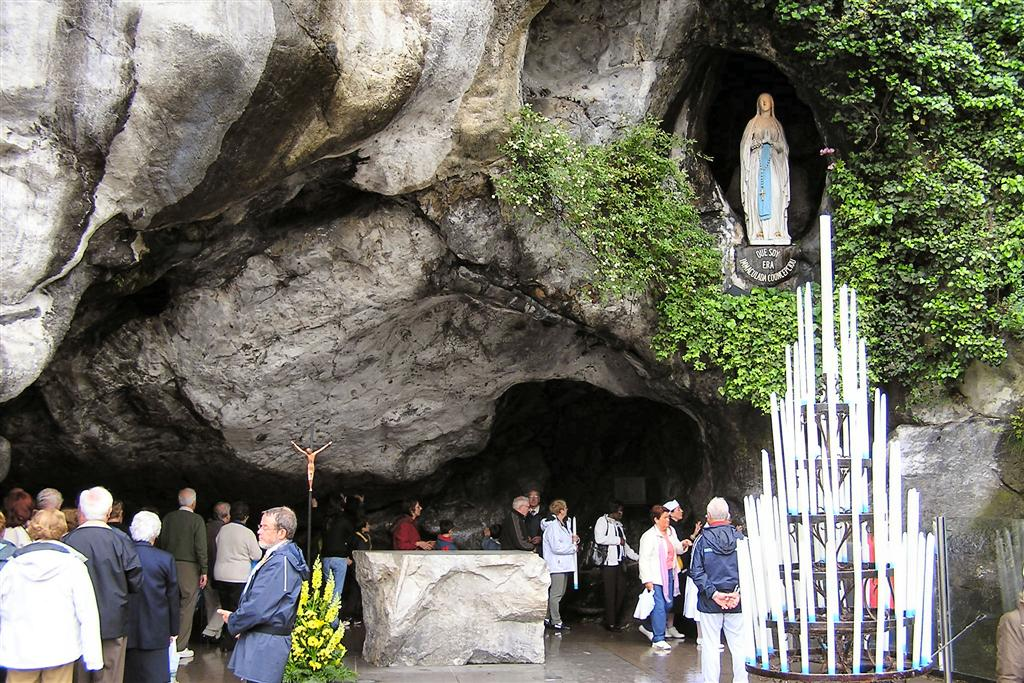
Grota Massabielle

Na dużym stojaku obok ołtarza przez cały sezon palą się świece. Naprzeciwko ołtarza umieszczono kamień dla upamiętnienia wizyty w grocie papieża Jana Pawła II 15 sierpnia 1983.
W tylnej części groty znajduje się źródło, odkryte 25 kwietnia 1858 przez Bernadettę Soubirous. Jest ono przesłonięte szklaną przesłoną. Pielgrzymi przechodzą w procesji przez grotę dotykając, zgodnie ze zwyczajem, skały pod figurą Matki Bożej; od wielu dotknięć skała stała się wygładzona. W tylnej części groty znajduje się metalowa puszka, do której składane są spisane modlitwy i prośby wiernych; codziennie są one zbierane i palone.
Rzędy ławek pozwalają odwiedzającym osiąść i pomodlić się lub oddać się kontemplacji. Pielgrzymi są proszeni o zachowanie ciszy, co sprzyja stworzeniu atmosfery pobożności. Jedno z miejsc, gdzie Bernadetta Soubirous modliła się do Matki Bożej, jest oznaczone specjalną płytą.
Przeprowadzone w 2010 badania wykazały, że pod wpływem wegetacji, wysokiej wilgotności a zimą także na skutek zamarzania wody w szczelinach, szybko postępuje erozja wapiennej skały z której zbudowana jest grota.

## Kult

### Woda w Lourdes

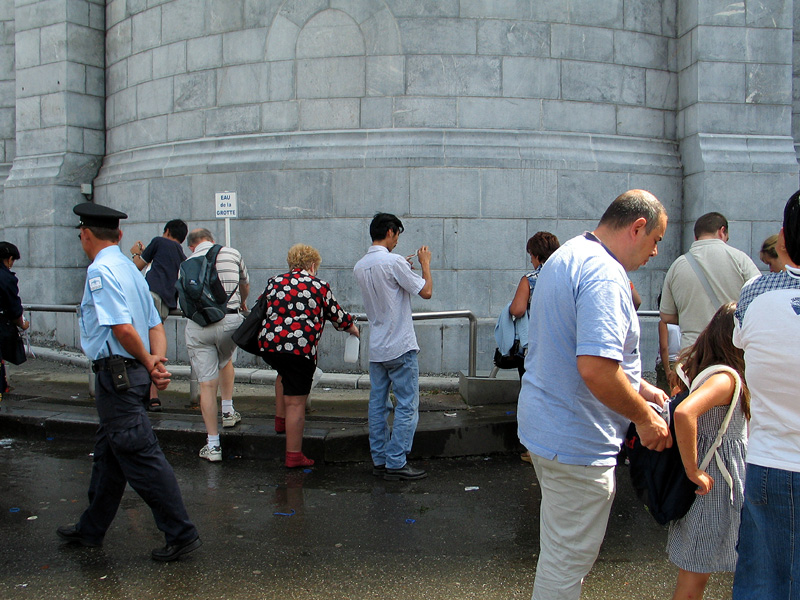
Pielgrzymi napełniający pojemniki wodą z Lourdes

Źródło wody odkryte przez Bernadettę Soubirous w grocie Massabielle istnieje nadal, zostało jedynie przesłonięte szklanym ekranem i podświetlone od dołu.
Woda ze źródła została poddana chemicznej analizie przez niezależne laboratoria w 1858 i 1859. Nie odkryto w niej szczególnych, leczniczych właściwości z medycznego punktu widzenia. Pomimo tego jest ona traktowana przez przybywających do Lourdes pielgrzymów jako symbol pobożności. Wielu z nich kupuje figurki Matki Bożej z Lourdes z wodą lub różance zawierające dołączone małe fiolki z wodą źródlaną; można też nabrać wody do własnego pojemnika z zamontowanych koło groty kranów.
Za przyczyną wody ze źródła już od pierwszych dni objawień następowały cudowne uzdrowienia. Pierwszą uzdrowioną była Catherine Latapie, która 1 marca 1858 obmyła swoje chore ramię w źródełku. Od tamtego czasu zarejestrowano ponad 7000 przypadków niewytłumaczalnego odzyskania zdrowia, 70 spośród nich Kościół uznał za cudowne.
W 1955 obok groty wybudowano również baseny z wodą, do których pielgrzymi mogą wejść i zanurzyć się. Baseny zmodernizowano w latach 1972 i 1980. Woda w basenach ma stałą temperaturę 12 °C. Obecnie jest 17 basenów, 11 dla kobiet i 6 dla mężczyzn oraz mniejsze baseny dla dzieci. Rocznie korzysta z nich ok. 350 000 pielgrzymów.

### Procesje
Od Wielkanocy aż do października w pobliżu groty Massabielle odbywają się codziennie dwie procesje: Procesja Eucharystyczna i Procesja z pochodniami.

#### Procesja eucharystyczna
Procesja eucharystyczna odbywa się codziennie o 16:30. Jej trasa prowadzi spod groty wzdłuż nabrzeży rzeki Gave ku miastu po czym zawraca i wiedzie w kierunku sanktuarium kończąc się błogosławieństwem chorych na placu Różańcowym. Osobom chorym biorącym udział w procesji towarzyszą pielęgniarki i wolontariusze.
Na czele procesji idzie zazwyczaj kapłan lub biskup niosąc monstrancję z umieszczonym w niej Najświętszym Sakramentem. Towarzyszą mu asystenci niosący baldachim.
Pierwsza procesja Eucharystyczna w Lourdes odbyta się 27 sierpnia 1887.
Czas procesji wypełniają medytacje, modlitwy i śpiewy pieśni religijnych w różnych językach. Stałym elementem procesji jest adoracja Najświętszego Sakramentu i błogosławienie chorych.

#### Procesja z pochodniami

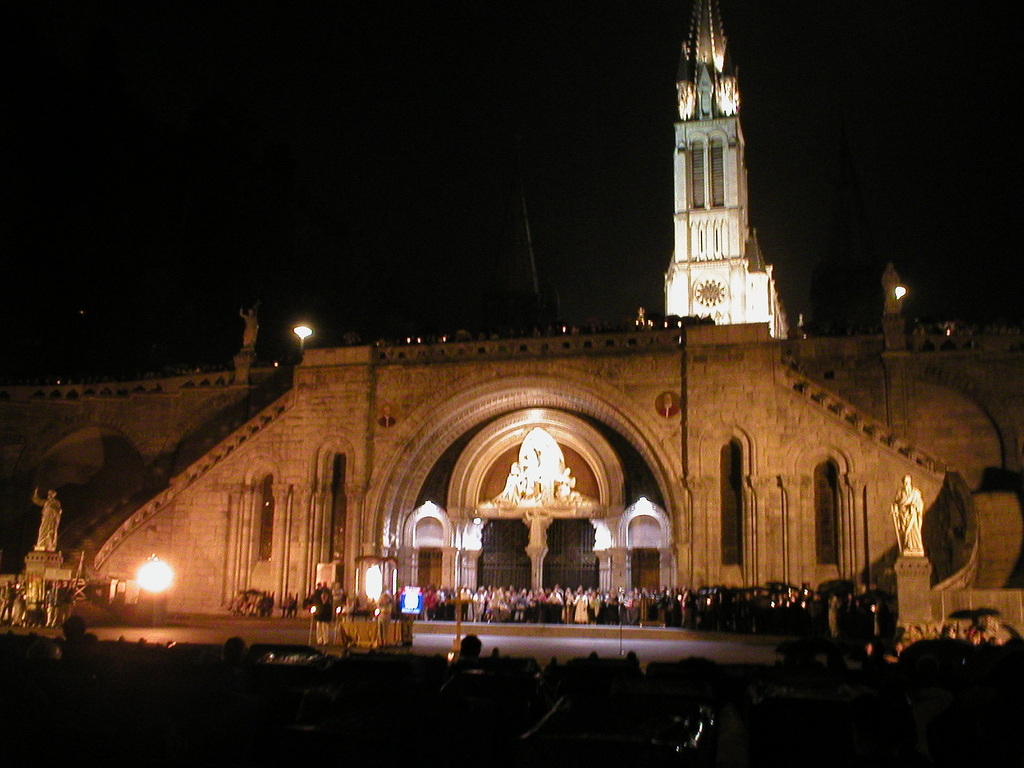
Procesja z pochodniami na placu przed bazyliką Różańcową

Procesja z pochodniami wyrusza również od groty o godzinie 20:45. Śpiewy rozpoczyna „Salve Regina”. Jej trasa jest taka sama jak procesji eucharystycznej. W razie niepogody odbywa się ona w bazylice Piusa X.
Idea procesji z pochodniami ma roku swój początek w organizowanych od 1908 przez ojca Rivals pielgrzymkach różańcowych. W 1911 idea ta została poparta przez całą Francję. Od 1923 pielgrzymka różańcowa stała się pielgrzymką narodową.
Na czele procesji niesiona jest kopia figury Matki Bożej z Lourdes. Wielu uczestników niesie w rękach świece osłonięte lampionami. Głównym elementem procesji jest odmawianie różańca, zwykle w różnych językach. Finałowe błogosławieństwo jest po łacinie, po czym następuje wezwanie do pielgrzymów do przekazania sobie znaku pokoju.

### Świece

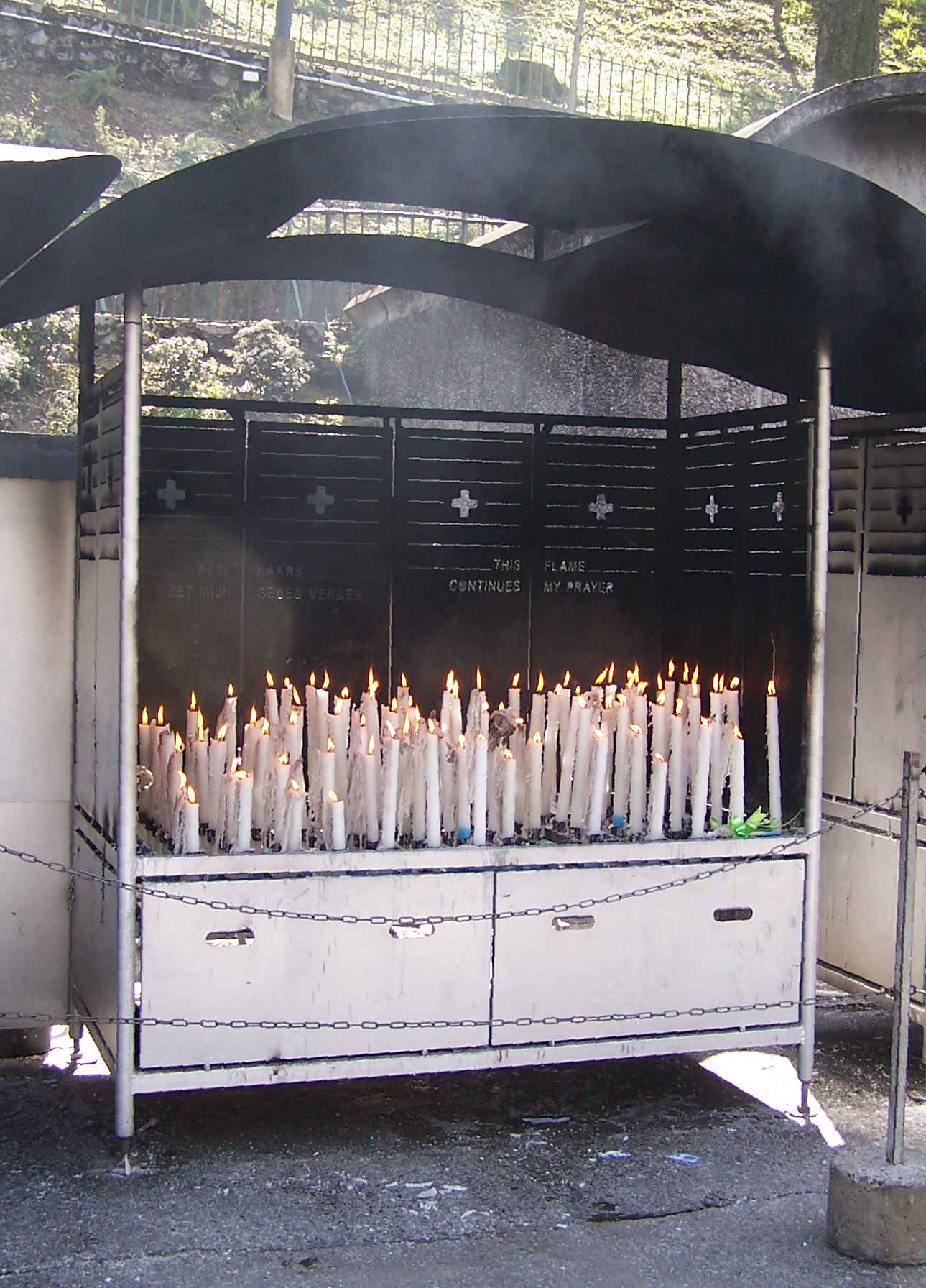
Stojak ze świecami

Nieodłącznym elementem kultu Matki Bożej w Lourdes są świece płonące nieustannie w grocie Massabielle. Zwyczaj zapalania świec w grocie narodził się podczas czwartego objawienia, 19 lutego 1858, kiedy Bernadetta Soubirous za namową ciotki przyniosła ze sobą świecę i trzymała ją zapaloną podczas objawienia; kontynuowała ten gest do 14. objawienia.
Świece są do nabycia na terenie sanktuarium, można też przynieść własne. Świece mają różne rozmiary – największe mierzą 2 m wysokości i mogą płonąc przez około tydzień; kupowane są zazwyczaj przez grupy pielgrzymów.
Dla bezpieczeństwa, a także dla wygody wiernych świece umieszcza się razem w dużych metalowych stojakach zwanych brulières. Nad bezpieczeństwem płonących w stojakach świec czuwają strażnicy, feutiers, którzy ponadto po zakończeniu palenia się świec zbierają pozostałe po nich resztki stopionego wosku, zbierające się pod każdym stojakiem.

### Łąka nad rzeką Gave
Nad rzeką Gave, po przeciwnej stronie sanktuarium i w sąsiedztwie kościoła św. Bernadetty rozciąga się szeroka, pokryta trawą przestrzeń, nazywana po francusku prairie (pol. łąka). Na przełomie lat 1999–2000 przystosowano ją do ruchu pielgrzymkowego; splantowano m.in. powierzchnię 2000 m² robiąc na niej miejsce dla 1000 pielgrzymów na wózkach inwalidzkich. W celu ułatwienia wiernym uczestnictwa w nabożeństwach na świeżym powietrzu nagłośniono całą przestrzeń wykorzystując do tego celu system nagłaśniający pobliskiego kościoła św. Bernadetty.

#### Kaplica Adoracji
W narożniku łąki zbudowana została według projektu Paula Félixa kaplica Adoracji, przypominająca kształtem namiot. 18 czerwca 1995 została ona konsekrowana przez Jeana Sahaqueta, biskupa Tarbes i Lourdes i poświęcona w całości czci Najświętszego Sakramentu. Może pomieścić 150 osób. Jest otwarta od kwietnia do września w godz. 8:45 do 16:00.
Architektura kaplicy nawiązuje do 3 symboli biblijnych: Namiotu Spotkania (strop z tkaniny), Ognistego Obloku (złota kolumna, w której przechowywana jest Eucharystia) i Nowego Jeruzalem (12 kolumn symbolizujących apostołów).

#### Namiot Adoracji
W 2001 w sąsiedztwie kaplicy Adoracji zbudowano namiot Adoracji o pow. ok. 500 m ². Jest on usytuowany naprzeciwko groty Massabielle i również poświęcony adoracji Najświętszego Sakramentu. Otwarty jest w godz. 8:30 do 17:00 i przystosowany dla osób niepełnosprawnych.

#### Spacery nad wodą
W 2002 zainaugurowano tzw. spacery nad wodą. Ich motywem przewodnim jest woda jako przedmiot kultu w sanktuarium. W ustawionych nad rzeką Gave misach pielgrzymi mogą obmyć twarz wodą, pochodzącą ze źródła w grocie Massabielle. Każde z ustawionych nad Gave dziewięciu ujęć wody nosi podwójną nazwę, której pierwszy człon jest zaczerpnięty ze Starego lub Nowego Testamentu a drugi stanowi dobrany tytuł Matki Bożej:
1. Beer-sheeba (Pani przymierza)
2. Droga do Gazy (Matka dobrej rady)
3. Meribah (Pani od pokuty)
4. Engedi (Pani radości)
5. Żywa woda (Królowa apostołów)
6. Nazaret (Pani błogosławieństw)
7. Studnia Jakuba (Pani żywej wody)
8. Betesda (Pani dobrego zdrowia)
9. Siloam (Pani światłości)[34]

### Droga Krzyżowa
Na zboczu góry Espelugues górującej ponad sanktuarium została w 1912 zbudowana dla pielgrzymów Droga Krzyżowa. Każdą z jej 14 stacji, będących dziełem rzeźbiarza Raffi, stanowią grupy olbrzymich, wykonanych z żeliwa postaci osiągających 2 m wysokości. Pierwszą stację poświęcono 5 października 1901.

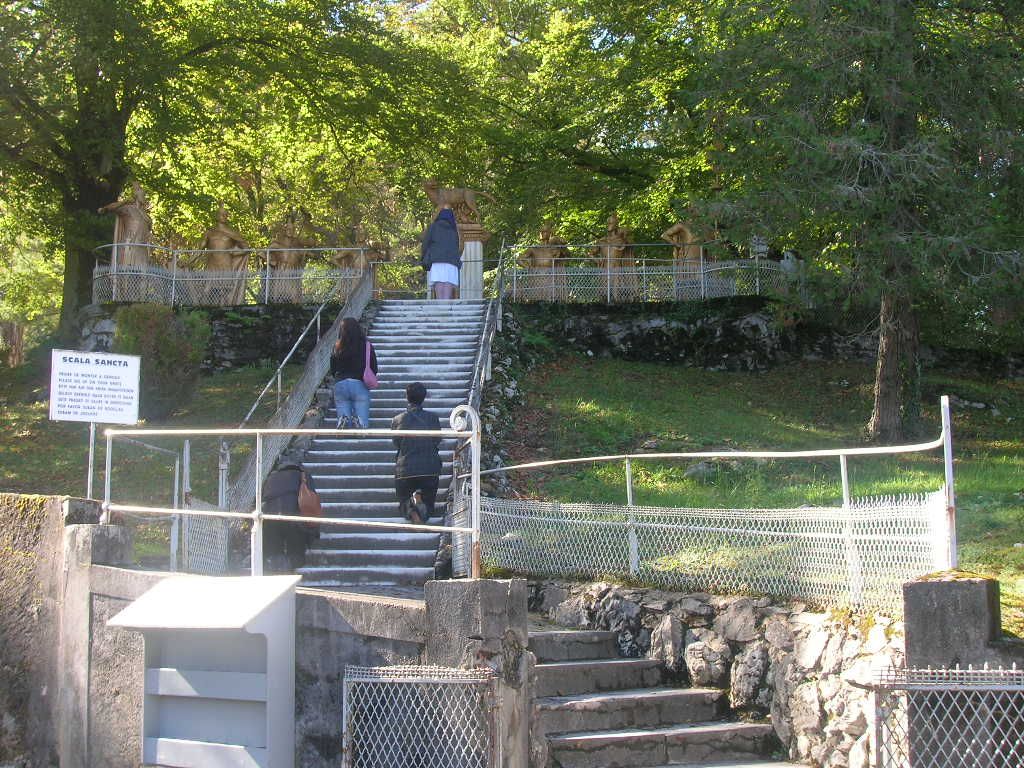
I stacja
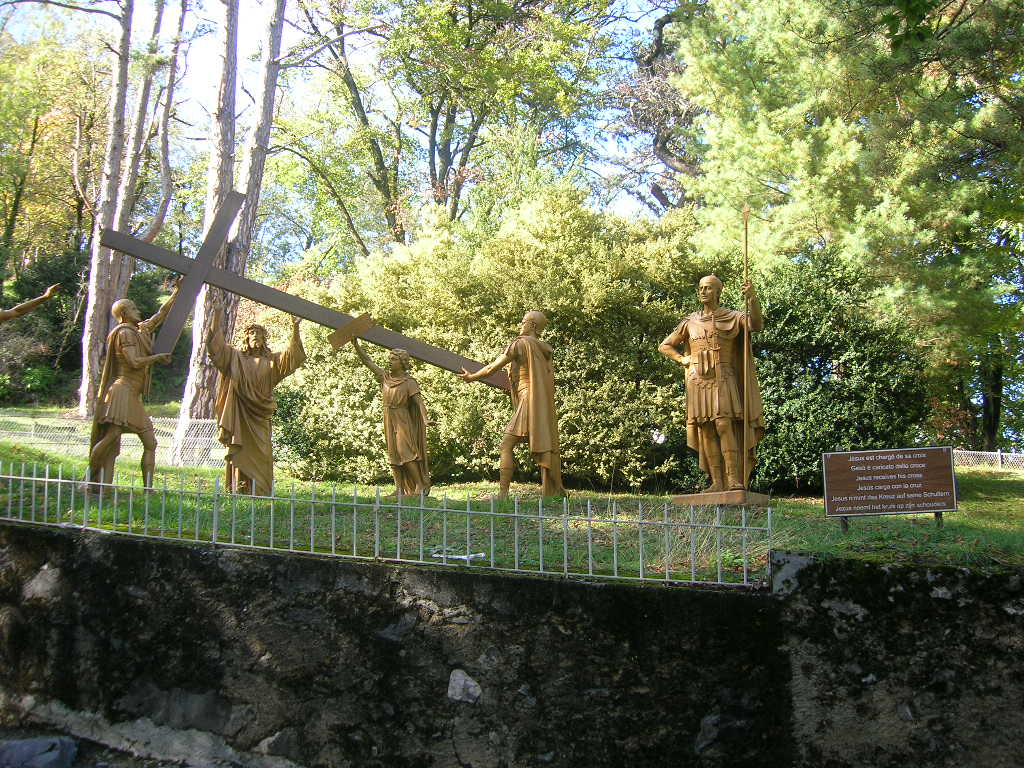
II stacja
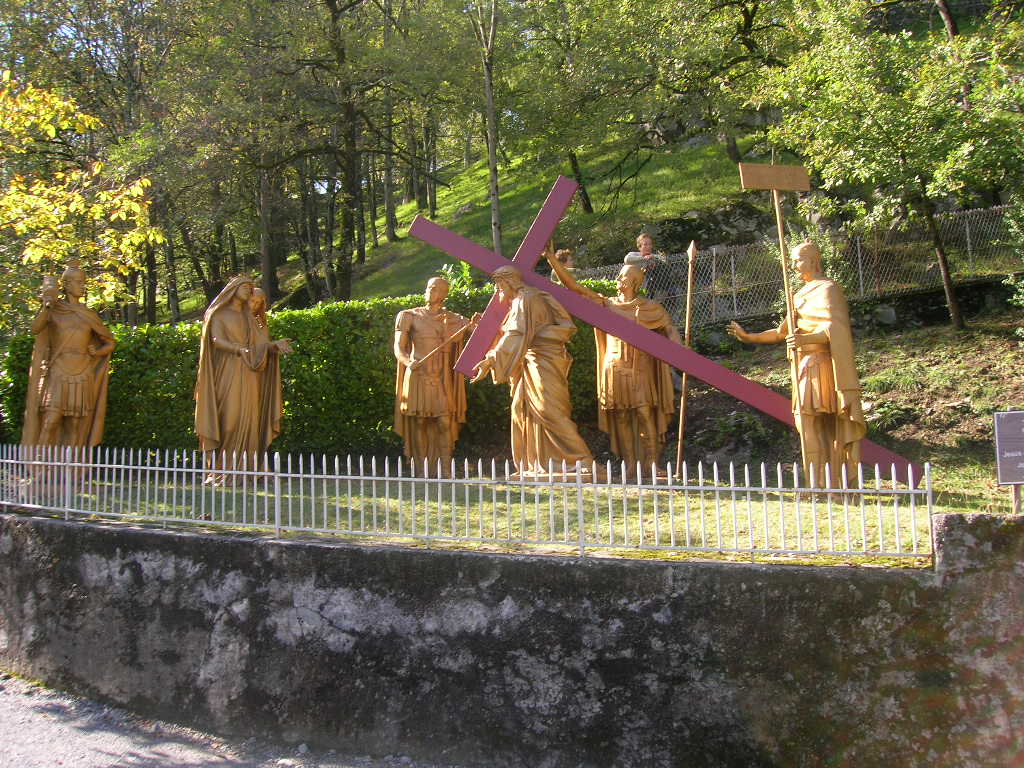
IV stacja
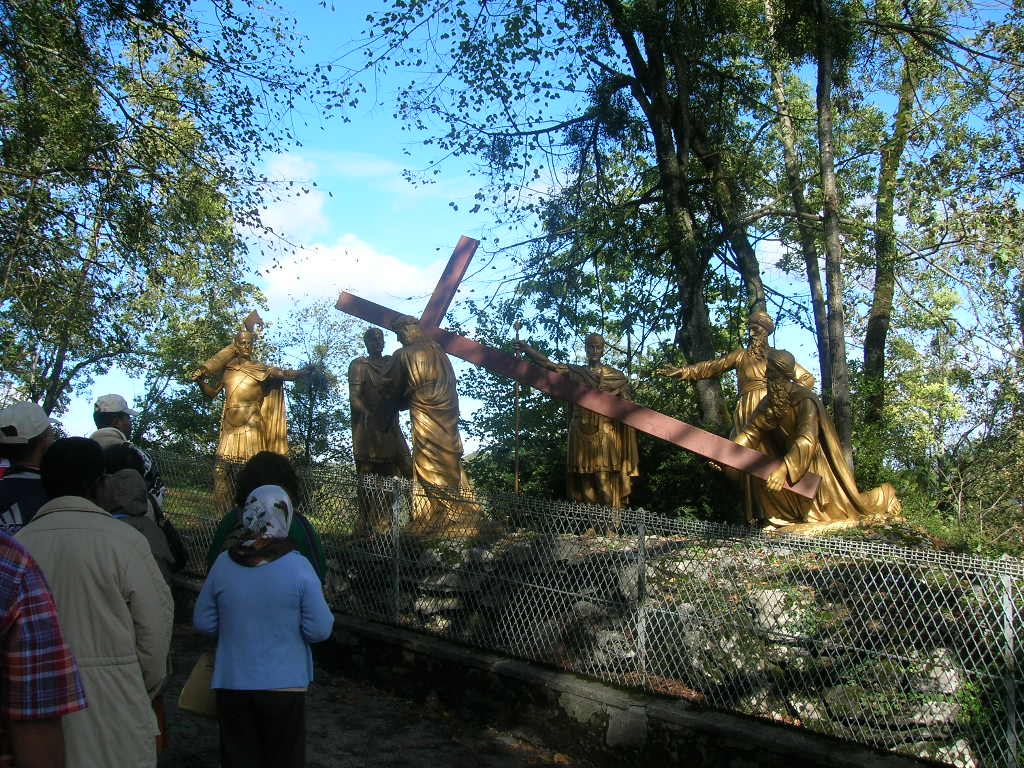
V stacja

## Dom chorego pielgrzyma Accueil Notre Dame

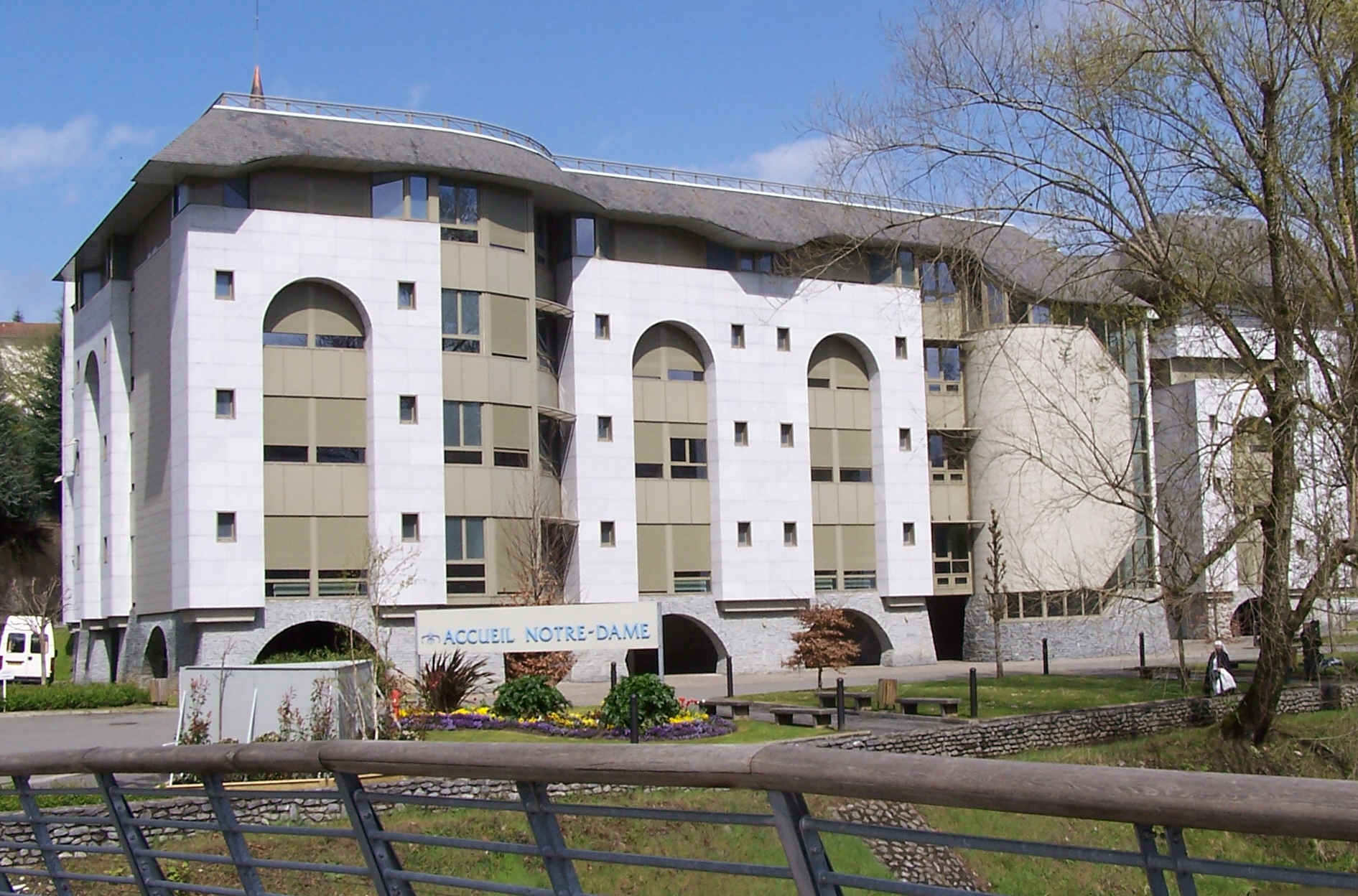
Accueil Notre Dame

Na terenie sanktuarium znajduje się specyficzny ośrodek łączący w sobie cechy domu pielgrzyma i szpitala – Accueil Notre Dame, zbudowany w 1996 i przeznaczony dla chorych przyjeżdżających do Lourdes.
Nowy budynek Accueil Notre Dame zastąpił dwa stare domy pielgrzyma, znajdujące się na terenie sanktuarium. Pierwszy z nich, stary Accueil Notre Dame z 1877, stojący naprzeciwko Bazyliki Piusa X, został stopniowo przebudowany i podzielony na dwie oddzielne budynki. W jednym z nich mieści się obecnie kaplica Pojednania oraz konwent Sióstr Miłosierdzia z Nevers. W drugim budynku, noszącym nazwę Accueil John Paul II, znajduje się szereg kaplic (m.in. św. Kosmy i Damiana na drugim piętrze) oraz biura administracji szpitalnej. Drugim z dawnych domów pielgrzyma był Accueil St. Bernadette, wyburzony aby zrobić miejsce pod nowy budynek.
Nowy Accueil Notre Dame został oddany do użytku chorych pielgrzymów na Wielkanoc 1997. Jest to przestronna, nowoczesna budowla, składająca się z dwóch 6-kondygnacyjnych skrzydeł, z recepcją na parterze i poczekalni na piątej kondygnacji. Każda kondygnacja od pierwszej do czwartej nosi wezwanie jakiegoś świętego lub świętej. Na każdej z nich znajduje się ponadto refektarz, w którym pielgrzymi zbierają się na posiłek.
Accueil Notre Dame dysponuje obecnie 904 łóżkami terapeutycznymi. Pokoje mogą pomieścić od 1 do 6 osób i są wyposażone w łazienki z prysznicami oraz szafki kuchenne, stoły i krzesła. Łóżka mają dzwonki alarmowe. Na miejscu jest też opieka medyczna i gabinety zabiegowe.
Obie części budynku połączone są segmentem administracyjnym z dwiema panoramicznymi windami, wożącymi gości na każde piętro. Na dwóch ostatnich piętrach mieszczą się biura.
Pielgrzymi przybywający do ośrodka przyjmowani są w poczekalni po czym kierowani do poszczególnych pokoi.
W budynku Accueil Notre Dame gościł papież Jan Paweł II podczas swej drugiej pielgrzymki do Lourdes w 2004.
Na terenie Lourdes, ale już poza sanktuarium, jest jeszcze inny dom dla chorych pielgrzymów – Accueil Saint Frai, który ma 400 łóżek terapeutycznych.

## Podróże apostolskie papieża Jana Pawła II do Lourdes
Począwszy od Piusa IX, który ogłosił dogmat o Niepokalanym Poczęciu NMP, wszyscy papieże wysyłali jedynie swoich legatów do sanktuarium Matki Bożej w Lourdes, aby ich tam reprezentowali podczas ważnych wydarzeń. Nigdy jednak żaden z papieży w czasie trwania swego pontyfikatu osobiście nie udał się do sanktuarium. Pierwszym papieżem, który odbył pielgrzymkę do Lourdes (dwukrotnie) był dopiero Jan Paweł II.

### Pierwsza podróż apostolska 1983
Wizyta papieża Jana Pawła II w Lourdes w dniach 14–15 sierpnia 1983 była jego 19. podróżą apostolską. W czasie tej pielgrzymki przypadła 125. rocznica objawień, 50. rocznica kanonizacji św. Bernadetty i 1950. rocznica Odkupienia. Zwłaszcza ten ostatni, jubileuszowy cel swej pielgrzymki zaakcentował papież w homilii wygłoszonej podczas mszy w uroczystość Wniebowzięcia Najświętszej Maryi Panny.
Papież spotkał się ponadto z młodzieżą i z chorymi.
25 tys. młodych ludzi zwierzchnik kościoła wezwał do pójścia „drogą miłości według Chrystusa”, natomiast przemawiając do chorych wezwał ich, aby ofiarowali swe cierpienia za Kościół.

### Druga podróż apostolska 2004
W dniach 14-15 sierpnia 2004 papież Jan Paweł II po raz drugi w czasie swego pontyfikatu odwiedził sanktuarium Matki Bożej w Lourdes; była to zarazem jego ostatnia (104.) zagraniczna podróż. Okazją do odbycia tej pielgrzymki była 150. rocznica ogłoszenia dogmatu o Niepokalanym Poczęciu Najświętszej Maryi Panny.
Przed rozpoczęciem 32-godzinnej pielgrzymki papież został powitany przez prezydenta Francji Jacques’a Chiraca. Po zakończeniu uroczystości powitalnych modlił się z wiernymi przy grocie Massabielle. Następnie poprowadził modlitwę różańcową i towarzyszył w trakcie wieczornej procesji światła. W spotkaniach z papieżem wzięło udział 300 tysięcy wiernych. Pobyt papieża w Lourdes był wyrazem jego solidarności z ludźmi chorymi i cierpiącymi, a także jego osobistym świadectwem cierpienia. W swojej rezydencji Accueil Notre-Dame, miejscu, gdzie zatrzymują się osoby najciężej chore i niepełnosprawne, Jan Paweł II spotkał się z personelem opiekującym się chorymi.

## Film o sanktuarium w Lourdes
Austriacka reżyserka Jessica Hausner nakręciła film fabularny poświęcony sanktuarium maryjnemu w Lourdes. Film zdobył główną nagrodę, Warsaw Grand Prix, na 25. Warszawskim Międzynarodowym Festiwalu Filmowym odbywającym się w dniach 9–18 października 2009.
Reżyserka podjęła próbę przedstawienia fenomenu francuskiego sanktuarium, jednego z głównych miejsc pielgrzymek katolików, odwiedzanego corocznie przez sześć milionów osób. Główną postacią uczyniła Christine, dziewczynę, która udaje pobożność, żeby zabierano ją na kościelne wycieczki.
Przewodniczący jury konkursowego, kompozytor Jan A.P. Kaczmarek uzasadniając przyznanie filmowi głównej nagrody określił go jako dojrzały warsztatowo i myślowo.